# Pycnoschema subulatum
Pycnoschema subulatum är en skalbaggsart som beskrevs av Max Quedenfeldt 1884. Pycnoschema subulatum ingår i släktet Pycnoschema och familjen Dynastidae. Inga underarter finns listade i Catalogue of Life.